# Cane lupino del Gigante
Il cane lupino del Gigante, noto anche come cane da pastore dell'Appennino Reggiano o cane luvin, è una razza canina.
Attualmente, la razza non è riconosciuta dall'ENCI né dalla FCI e conta circa 200 esemplari di razza pura.

## Storia
L'utilizzo del cane da pastore, per la guardia e lo spostamento dei greggi, risale a un epoca tanto remota che risulta impossibile parlare di date certe e determinare l'origine dei lupini. Il nostro cane in esame ha un nome: luvin. Questo simpatico cane veniva adoperato per lo spostamento di mandrie e greggi in zone impervie e montane. D'origini antiche, come lo possono dimostrare alcune fotografie del passato.
Da un ceppo iniziale luvin, a volte succedeva che le cagne in estro si accoppiassero con lupi selvatici dando alla luce cuccioli intelligenti e più resistenti. Questi incroci ridavano vigore alla razza e quindi furono apprezzati e incrociati fino a una loro assimilazione.
Il nome di questa razza era "Cane Luvin" , presente in tutto l'appennino reggiano. Con la scomparsa della pastorizia il numero dei cani diminuì sensibilmente e ne rimasero pochi esemplari i quali presero il nome dalle vallate in cui erano ancora presenti. 

## Descrizione
La morfologia del lupino è di tipo "Lupoide", con orecchie ritte, testa triangolare, muso aguzzo, il colore può essere grigio, fulvo, rossiccio, nero, bianco, maculato e merle.

## Galleria d'immagini

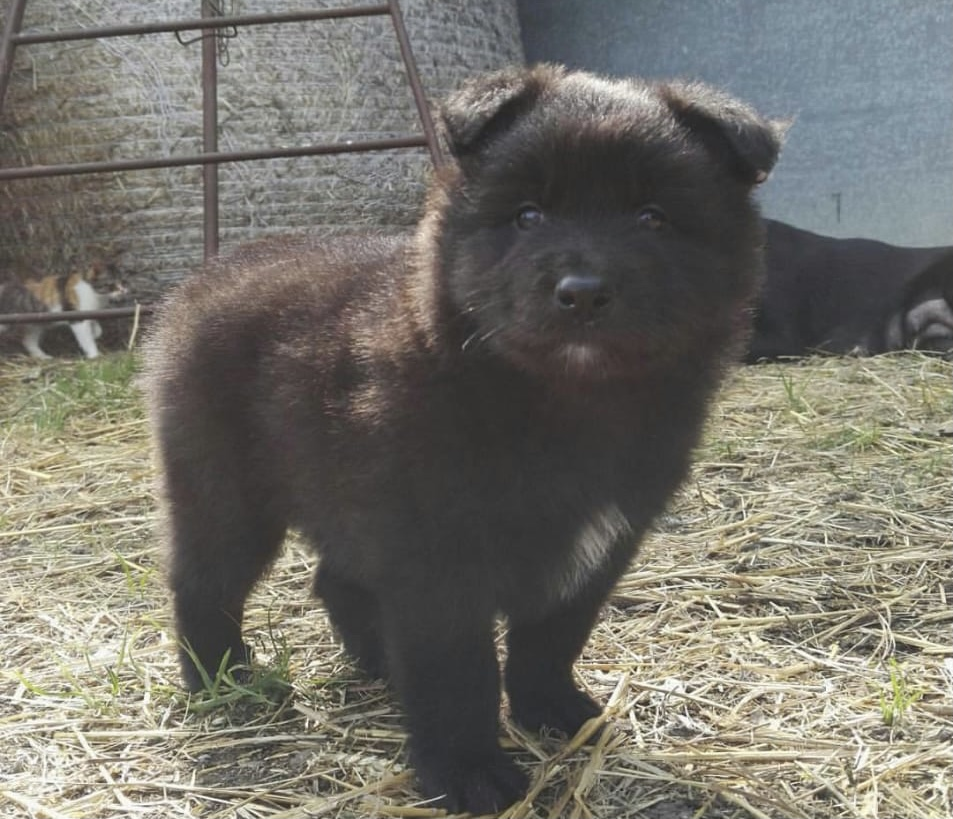
Cucciolo di lupino del Gigante a pelo nero
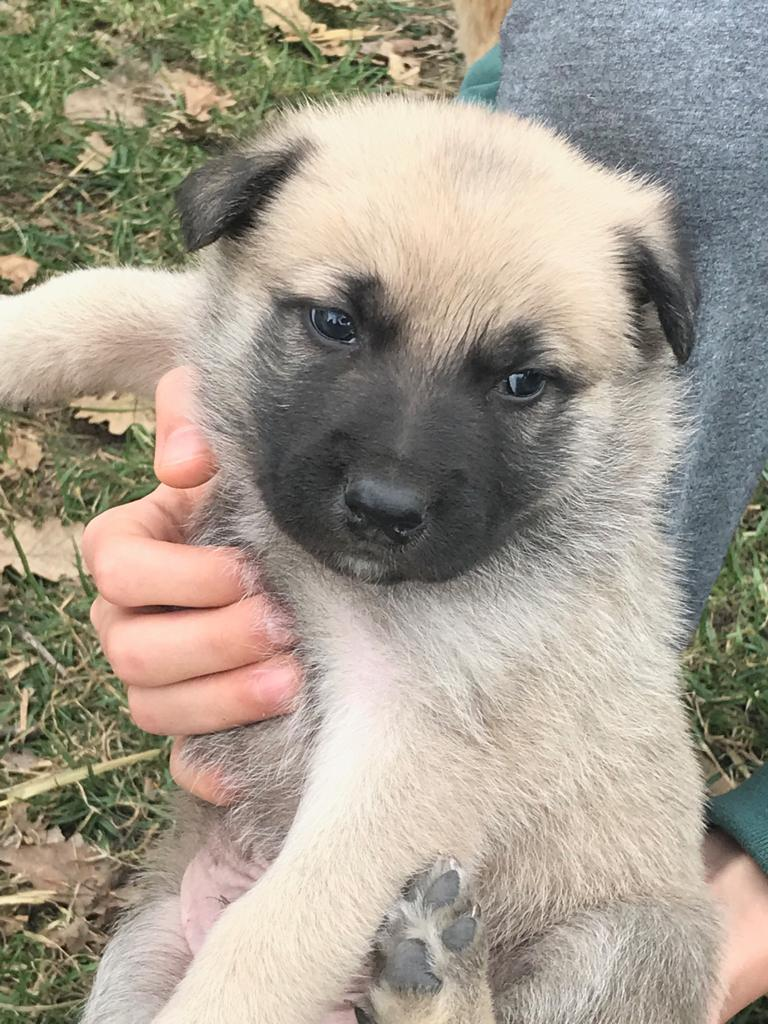
Cucciolo di lupino del Gigante a pelo bianco
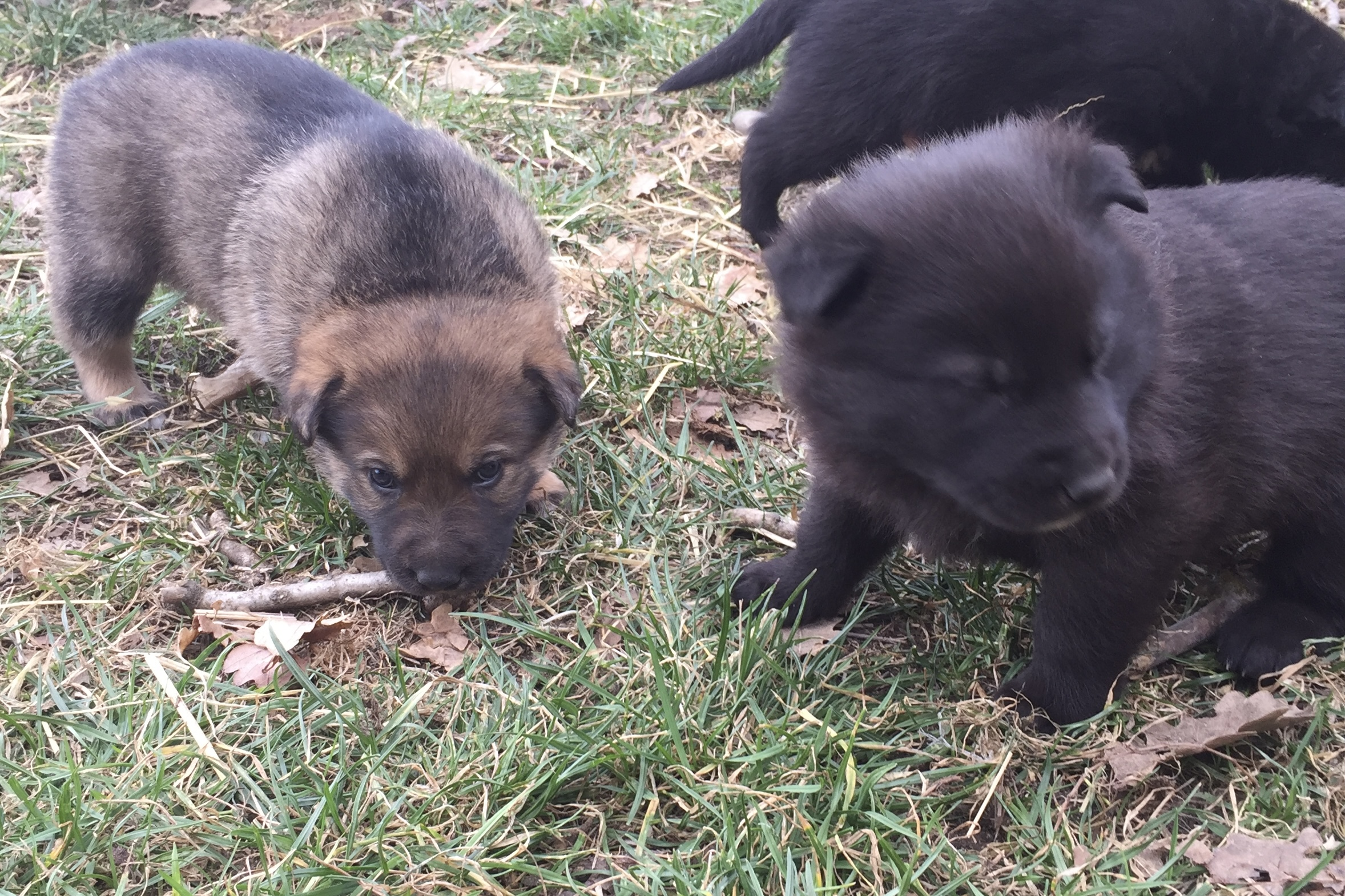
Cuccioli di lupino del Gigante a pelo rossiccio e nero